# Nikolaï Moutine
Nikolaï Vassilievitch Moutine (Николай Васильевич Мутин), né en 1868 et mort en 1909 à Moscou, est un chanteur d'opéra russe dont la tessiture est basse profonde.

## Biographie
Il naît en 1868. Il travaille d'abord comme employé de bureau du gouverneur de Perm, puis il commence à prendre des leçons de chant à l'école musicale dramatique de Moscou auprès de Semion Boujeïtch et Alexandra Santagano-Gortchakova, qui comptait aussi dans ses élèves Leonid Sobinov. Après deux ans, il se perfectionne à Milan. Il débute en 1897 au théâtre Ermitage et à l'opéra Zimine (théâtre Aquarium). Plus tard, il monte sur la scène d'Odessa (1899), Kharkov (1901-1902), Saint-Pétersbourg (compagnie Gvidi, 1902) à Perm et Ekaterinbourg (1904).
Moutine avait une voix régulière et forte d'une large gamme qui se manifestait le plus clairement dans des rôles épiques. Il a créé le rôle de Saltan dans Le Conte du tsar Saltan et le boyard Ivan Cheloga dans La Boyarde Vera Cheloga de Rimski-Korsakov, l'invité varègue dans Sadko, Sobakine dans La Fiancée du tsar, ainsi que Pimène dans Boris Godounov à Moscou, Colline dans La Bohème à Ekaterinbourg. Il a eu comme partenaires de scène Nadejda Zabela-Vroubel, Alevtina Paskhalova, Anton Sekar-Rojanski, Leonid Sobinov, Varvara Strakhova, Medea Figner, Elena Tsvetkova, Fiodor Chaliapine, Nikolaï Cheveliov. Il a chanté sous la direction entre autres de Zeleny, Ippolitov-Ivanov, Rachmaninov, Steinberg, Esposito, etc. En 1900, Moutine participe aux concerts du cercle des amateurs de la musique russe, pour chanter des romances de César Cui, de Tchaïkovski, de Rachmaninov. Cette même année, il se produit à Kiev, dans la partie soliste de la Symphonie n° 9 de Beethoven.
Peu à peu, Moutine commence à perdre la voix et après quelques échecs sur scène à Perm il quitte la scène et se consacre à l'enseignement; mais ayant perdu définitivement la voix, il se suicide le 14 janvier (27 janvier) 1909 à Moscou.

## Source de la traduction
- (ru) Cet article est partiellement ou en totalité issu de l’article de Wikipédia en russe intitulé « Мутин, Николай Васильевич » (voir la liste des auteurs).